# Грбови рејона Ненеције
Грбови рејона Ненеције обухвата галерију грбова административних јединица руског аутономног округа Ненеције, са статусом округа, рејона и најчешће сеоских атара, те њихове историјске грбове (уколико их има).
Већина грбова настала је након успостављања Руске Федерације и Ненецког аутономног округа, као њеног саставног субјекта.

## Грбови административних јединица Ненеције
- Грб града 
 Нарјан-Мар
- Грб рејона 
 Заполарни
- Грб атара села 
 Амдермски
- Грб атара села 
 Андешки
- Грб атара села 
 Великовисочнојски
- Грб атара села 
 Јушарски
- Грб атара села 
 Канински
- Грб атара села 
 Карски
- Грб атара села 
 Колгујевски
- Грб атара села 
 Коткински
- Грб атара села 
 Малоземјељски
- Грб атара села 
 Омски
- Грб атара села 
 Пешски
- Грб атара села 
 Приморско-Кујски
- Грб атара села 
 Пустозјерски
- Грб атара села 
 Тељвишки
- Грб атара села 
 Тимански
- Грб атара села 
 Хореј-Верски
- Грб атара села 
 Хоседа-Хартски
- Грб атара села 
 Шојински